# Siemens Mobility

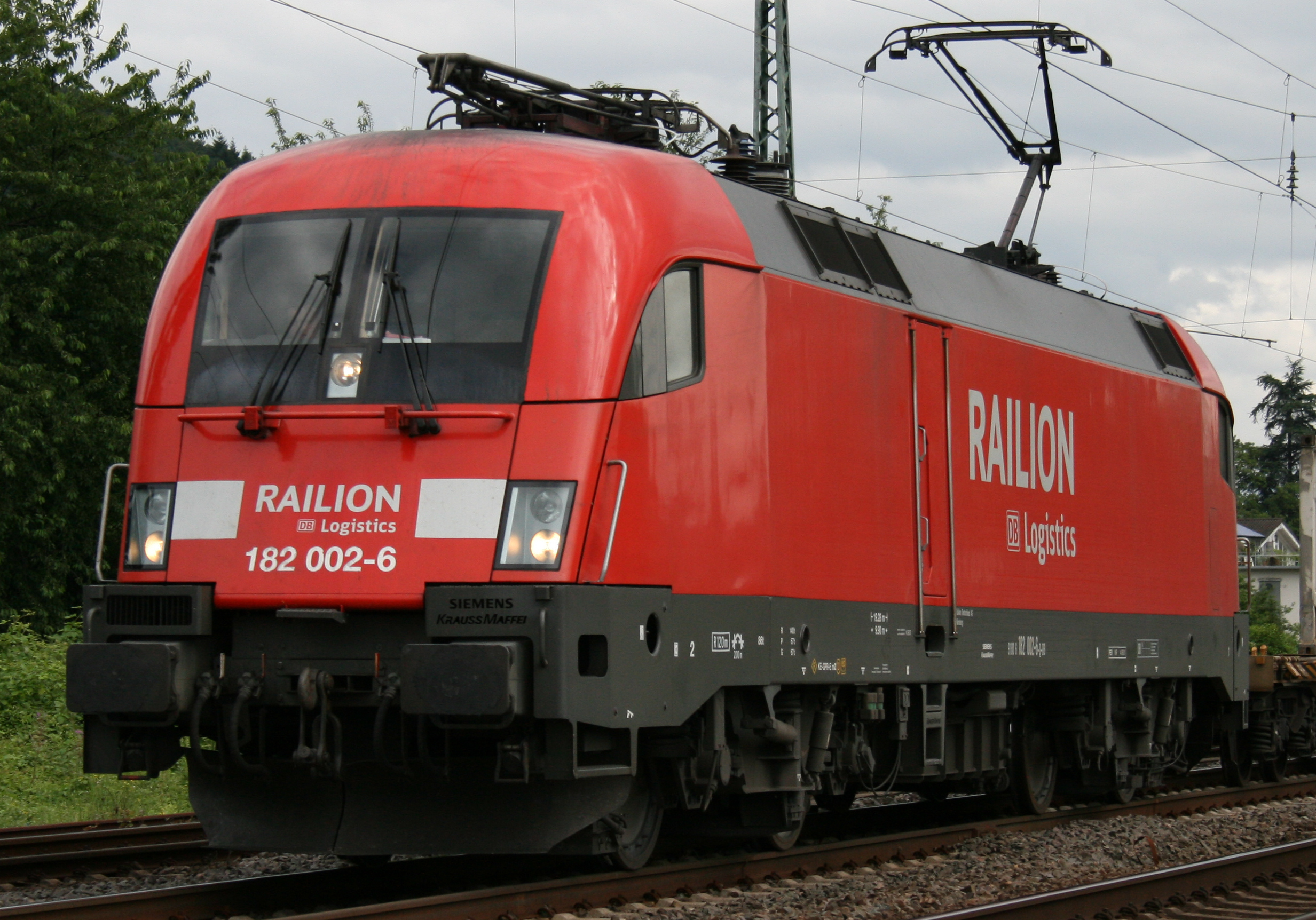
Lok "Eurosprinter"

Siemens Mobility GmbH är ett företag inom den tyska Siemens-koncernen, som framför allt tillverkar rälsfordon, signalsystem och utrustning för automatisering.  

## Historik
Werner Siemens presenterade 1879 på en industriutställning i Berlin det första elektriska loket, och 1881 öppnade Siemens den första elektriska spårvagnslinjen i Berlin-Lichterfelde. År 1882 presenterade företaget en förelöpare till en trådbuss.

## Siemens Alstom
I september 2017 informerade företaget om ett förslag att slå samman Siemens Mobility med franska Alstom Transport. Det nya företaget, Siemens Alstom, planerades att bildas vid årsskiftet 2018/2019, ha sitt säte i Paris och ha omkring 62.000 anställda i över 60 länder. 
I februari 2019 meddelade EU-kommissionen att affären inte kunde godkännas.